# Xia Jia
Wang Yao (en chino: 王瑶; en pinyin: Wáng Yáo), (Xi'an, provincia de Shaanxi, China, junio de 1984) conocida con el seudónimo Xia Jia (en chino: 夏笳; en pinyin: Xià Jiā), es una escritora china de ciencia ficción y fantasía. Después de obtener su doctorado en literatura comparada y literatura universal en el Departamento de chino de la Universidad de Pekín en 2014, es actualmente profesora de literatura china  en la Universidad de Xi'an Jiaotong.
Las obras cortas de ficción de Xia Jia han ganado cinco Premios Galaxy de ciencia ficción china y seis Premios Nebula chinos de Ciencia Ficción y Fantasía. Una de sus historias cortas recibió una mención de honor en los Premios de Traducción de Ciencia Ficción y Fantasía. Sus historias han sido publicadas en Nature, Clarkesworld, Year's Best SF, S-F Magazine y en la influyente revista china de ciencia ficción Science Fiction World  Además de los escritos en chino e inglés, sus trabajos han sido traducidos al checo, italiano, japonés y polaco.

## Biografía y trabajos principales
Xia Jia ingresó en la Facultad de Física de la Universidad de Pekín en 2002. Como estudiante, Xia Jia se especializó en Ciencias de la Atmósfera. Posteriormente ingresó en el Programa de Estudios Cinematográficos de la Universidad de Comunicación de China, donde completó su tesis de posgrado: Un estudio sobre las figuras femeninas en películas de ciencia ficción. En 2014 obtuvo un doctorado en Literatura comparada y Literatura universal en la Universidad de Pekín, siendo el tema de su disertación La ciencia ficción china y su política cultural desde 1990. Ahora enseña en la Facultad de Humanidades y Ciencias Sociales de la Universidad de Xi'an Jiaotong.
Durante su vida universitaria, comenzó a escribir obras de ciencia ficción y participó en clubes estudiantiles de aficionados a la ciencia ficción y la fantasía. Sus cuentos cortos atrajeron la atención de la crítica desde el principio, comenzando con su primer cuento galardonado con el Premio Galaxy chino: Guan Yaojing de Pingzi, en chino 关妖精的瓶子 (publicado en abril de 2004 en la revista Science Fiction World y traducido por Linda Rui Feng como The Demon-Enslaving Flask en el número de noviembre de 2012 de la revista Renditions). Una obra de fabulación, en la que el científico James Clerk Maxwell (1831-1879) recibe un desafío fáustico por parte de un demonio, en el sentido literal de la palabra; su selección para el premio se vio acompañada de una disputa entre los críticos sobre si podía encuadrarse dentro del género de ciencia ficción. La obra está tan profundamente entrelazada con anécdotas sobre la historia de la ciencia, e interpretaciones literales de famosos experimentos mentales, que requiere copiosas notas a pie de página para explicar sus propios chistes. Sin embargo, esto resulta bastante acorde con la tradición didáctica clásica de la ciencia ficción china, que crea historias cuyos elementos de fantasía son meros vectores para transmitir información sobre la vida y el trabajo de figuras icónicas como Arquímedes, Einstein, Schrödinger y el propio Maxwell.
En trabajos posteriores refleja su viaje académico personal de la ciencia más dura a las artes creativas. Su primer trabajo largo fue la corrección de Jiuzhou Nilü 九州•逆旅 [On the Road: Odyssey of China Fantasy] (colección de 2009 de historias enlazadas), parte de la serie  de fantasía del universo compartido de Jiuzhou. La obra Bai Gui Ye Xing Jie 百鬼夜行街 (publicada en el número de agosto de 2010  de la revista Science Fiction World, traducida al inglés por Ken Liu como A Hundred Ghosts Parade Tonight en el número de febrero de 2012 de la revista Clarkesworld y traducida al español como Cientos de fantasmas desfilan esta noche, por David Tejera Expósito en la antología de 2017 Planetas Invisibles de Alianza Editorial) es mucho más sutil y más madura, una visión infantil de la vida dentro de lo que parece ser un fantasma. Sigue el modelo de las historias chinas de fantasmas, pero poco a poco se revela como un parque temático de un futuro lejano, deteriorado y poblado con simulacros de cyborgs. Fue nominado para la categoría de formato corto del Science Fiction & Fantasy Translation Awards en 2013, anunciado en la LiburniCon de 2013, celebrada en Opatija, Croacia, del 23 al 25 de agosto de 2013, y recibió una mención de honor en la ceremonia.
El 4 de junio de 2015, el cuento corto de Xia Jia Let's have a talk (en mandarín:  让我们说说话, en pidgin: Rang Wo Men Shuoshuohua) fue publicado en Nature, 522, 122. Por ser una de los primeros escritores de obras de ficción chinos que han publicado en Nature, Xia Jia ha obtenido fama internacional entre los aficionados a la ciencia ficción de todo el mundo.

## Investigación y experimentos cinematográficos
Investigadora académica bien entrenada, Xia Jia lleva a cabo investigaciones literarias sobre ciencia ficción china. Durante sus programas de posgrado, su consejera académica fue la famosa crítica cultural, Dai Jinhua 戴锦华, profesora del Instituto de Literatura Comparada y Cultura de la Universidad de Pekín. Siguiendo a la profesora Dai, Xia Jia no solo compone obras literarias y críticas, sino que también estudia películas de ciencia ficción y llegó a dirigir y montar una película experimental de ciencia ficción Parapax (2007), en la que la protagonista (interpretada por ella misma) apareció con tres identidades distintas en sus respectivos universos paralelos.
Uno de los tratados de investigación de Xia Jia, Chinese science fiction in Post-Three-Body era, publicado originalmente en el periódico People's Daily, el 7 de abril de 2015, recibió el Premio de Plata a los mejores ensayos en la 6ª entrega de los Premios Nebula chinos de ciencia ficción y fantasía el 18 de octubre de 2015.
Mientras enseñaba en la Universidad Xi'an Jiaotong, una de las principales universidades chinas de investigación de la Liga C9, Xia Jia dirigió conferencias sobre ciencia ficción china y actuó como asesora de la Alianza de Fanes de Ciencia Ficción Universitaria de Xi'an.

### Novela
- Jiuzhou Nilü 九州•逆旅 On the Road: Odyssey of China Fantasy, Wanjuan Publishing Company, August 2009.

### Cuentos
2004
- Guan Yaojing de Pingzi 关妖精的瓶子  (publicado en abril de 2004 en la revista Science Fiction World y traducido por Linda Rui Feng como The Demon-Enslaving Flask en el número de noviembre de 2012 de la revista Renditions). Best New Writer Award at 16th Galaxy Award for Chinese Science Fiction, 2004.

2005
- Yeying 夜莺 Nightingale, Science Fiction Pictorial: Literature Show 科幻画报：文学秀, June 2005.
- Carmen 卡门, Science Fiction World, August 2005. Readers' Nomination Award at 17th Galaxy Award for Chinese Science Fiction, 2005. Trans. into Japanese by Hisayuki Hayashi 林 久之 as カルメン Karumen in S-Fマガジン (S-F Magazine) 614, June 2007, Special Volume II for Unique Writers 異色作家特集II.

2006
- Jiuzhou Yuji 九州•雨季 Raining Season, Dinosaurs: Jiuzhou Fantasies 恐龙：九州幻想, September 2006.

2007
- Jiuzhou Meng Yao 九州•梦垚 Dreaming of Yao, Jiuzhou Fantasies 九州幻想, January 2007.
- Bingdilian 并蒂莲 Twin Lotus Flowers, Hongdou: Fantasies 1+1 红豆•幻想1+1, February 2007.
- Hei Mao 黑猫 Black Cat, World SF Expo 世界科幻博览, February 2007.
- One Day, Science Fiction World, March 2007.
- Qiezi Xiaojie 茄子小姐 Miss Eggplant, Hongdou: Fantasies 1+1, June 2007.
- Yujian Anna 遇见安娜 Encountering with Anna, Science Fiction World, July 2007.

2008
- Yeying (ampliado) 夜莺(扩展版) Nightingale (ampliado), Fly - Fantasy World 飞•奇幻世界, July 2008.
- Yong Xia zhi Meng 永夏之梦 A Dream of Ever Summer, Science Fiction World, September 2008. Honorable Mention at 20th Galaxy Award for Chinese Science Fiction, 2008.
- Miluo Jiang shang 汨罗江上 On the Miluo River, Science Fiction World, October 2008.

2009
- Daosheng Bai Yutang 盗圣白玉汤 Sage of Thieves: Bai Yutang, Science Fiction World, Supplementary issue, 2009.
- Duzi Lüxing 独自旅行 Travel alone, New Realms of Fantasy and Science Fiction 新幻界, August 2009.
- Wode Mingzi Jiao Sun Shangxiang 我的名字叫孙尚香 My Name is Sun Shangxiang Fly - Fantasy World, September 2009.
- Qingcheng yixiao 倾城一笑 A City-collaping Smile, Jiuzhou Fantasies: Ninefold Loom 九州幻想•九张机, New World Publishing House, September 2009.
- Jiuzhou Shiri Jin 九州•十日锦 Ten-day Brocade, Jiuzhou Fantasies: Ten-day Brocade 九州幻想•十日锦, New World Publishing House, October 2009.

2010
- Bai Gui Ye Xing Jie 百鬼夜行街 (publicada en el número de agosto de 2010  de la revista Science Fiction World, traducida al inglés por Ken Liu como A Hundred Ghosts Parade Tonight en el número de febrero de 2012 de la revista Clarkesworld y traducida al español como Cientos de fantasmas desfilan esta noche, por David Tejera Exposito en la antología de 2017 Planetas Invisibles de Alianza Editorial). Honorable Mention at 22nd Galaxy Award for Chinese Science Fiction, 2010; Silver Award at 2nd Nebula Awards for Science Fiction and Fantasy in Chinese, 2010. Honorable Mention at the 2013 Science Fiction & Fantasy Translation Awards, Short Form. Trans. into Polish by Piotr Kosiński as Nocna Parada Duchów in Nowa Fantastyka 361, October 2012. Trans. into Italian by Gabriella Goria as Stanotte sfilano cento fantasmi in Festa di Primavera  (Future Fiction vol. 22), Mincione Edizioni, May 2015.

2011
- Re Dao 热岛 Heat Island, Science Fiction World, May 2011. Trans. into English by Ken Liu in Pathlight - New Chinese Writing, Foreign Languages Press, Spring 2015.
- Tongyan Wuji Buke Yanchuan 童言无忌•不可言传 Children Say What They Like: Unspeakable, Jiuzhou Fantasies: Dance of Fire 九州幻想•火之舞, New World Publishing House, November 2011.
- Tongyan Wuji Yiyanweiding 童言无忌•一言为定 Children Say What They Like: Promise, Jiuzhou Fantasies: Haze at Night 九州幻想•夜之岚, New World Publishing House, December 2011.
- Shasi Yige Kehuan Zuojia 杀死一个科幻作家 To Kill a Science-Fiction Writer, Science Fiction World, December 2011. Readers' Nomination Award at 23rd Galaxy Award for Chinese Science Fiction, 2011; Silver Award at 3rd Nebula Awards for Science Fiction and Fantasy in Chinese, 2011.

2012
- Tongyan Wuji Yaoyan Huozhong 童言无忌•妖言惑众 Children Say What They Like: Misleading Spells, Jiuzhou Fantasies: Ironclad Still 九州幻想•铁甲依然, New World Publishing House, January 2012.
- Tongyan Wuji Yanchuan Shenjiao 童言无忌•言传身教 Children Say What They Like: Walk by Talk, Jiuzhou Fantasies: Dust in the Journey 九州幻想•衣上征尘, New World Publishing House, February 2012.
- Ni Wufa Dida de Shijian 你无法抵达的时间 Inaccessible Time
- Duanceng -- Yige Dongye de Kehuan Gushi 断层——一个冬夜的科幻故事 The Fault—A Science Fiction Story in a Winter Night
- Liuyue Wuyu 六月物语 A Monogatari in June
- Yongyuan de Baise Qingrenjie 永远的白色情人节 White Valentine Forever
- Tianshang 天上 On the Heaven
- Yongganzhe Youxi 勇敢者游戏 Game of the Brave
- Maka 马卡 Maca—Las siete obras anteriores se encuentran en la antología de Xia Jia: Guan Yaojing de Pingzi 关妖精的瓶子 The Demon-Enslaving Flask, Sichuan Science and Technology Press, de octubre de 2010, que incluye también cuentos cortos previos publicados en SF magazines.

2013
- 2044 Chunjie Jiushi 2044春节旧事 Spring Festival: Happiness, Anger, Love, Sorrow, Science Fiction World, June 2013. Silver Award at 4th Nebula Awards for Science Fiction and Fantasy in Chinese, 2013. Trans. into English by Ken Liu in Clarkesworld, September 2014. Trans. into Italian by Gabriella Goria as Festa di primavera in Festa di Primavera (Future Fiction vol. 22), Mincione Edizioni, May 2015.

2014
- Tongtong de Xiatian 童童的夏天 Tongtong's Summer, Zui Xiaoshuo 最小说, March 2014. Trans. into English by Ken Liu in Upgraded, ed. Neil Clarke, Wyrm Publishing, 2014. Trans. into Polish by Kamil Lesiew as Lato Tongtong in Nowa Fantastyka 388, January 2015. Trans. into Italian by Gabriella Goria as L'estate di Tongtong in  Festa di Primavera (Future Fiction vol. 22), Mincione Edizioni, May 2015. Trans. into Czech by Daniela Orlando as Tchung-tchungino léto in XB-1: Měsíčník sci-fi, fantasy a hororu, November 2015.
- Ni Xuyao de Zhi Shi Ai 你需要的只是爱 What You Need is Simply Love, Guangming Daily 光明日报, August 15, 2014, page 14.

2015
- Longma Yexing 龙马夜行 Night Walk of the Dragon-horse, Fiction World 小说界, February 2015.
- Zhongguo Baikequanshu: Heiwu 中国百科全书（1）黑屋 Encyclopedia Sinica I: Dark Room, Science Fiction World, April 2015 (una ampliación de Let's Have a Talk en mandarín), Silver Award at 6th Nebula Awards for Science Fiction and Fantasy in Chinese, 2015.
- Zhongguo Baikequanshu: She Jiang 中国百科全书（2）涉江 Encyclopedia Sinica II: Cross the River, Science Fiction World, May 2015. Zhongguo Baikequanshu: Wan'an Youyu 中国百科全书（3）晚安忧郁 Encyclopedia Sinica III: Goodnight Melancholy, Science Fiction World, June 2015.
- Let's Have a Talk, Nature 522, 122, June 4, 2015. doi:10.1038/522122a (original escrito en inglés)
- Handong Yexing Ren 寒冬夜行人 If on a Winter's Night a Traveler, Guangming Daily, June 5, 2015, page 14. Trans. by Ken Liu in Clarkesworld, November 2015.
- Zhongguo Baikequanshu: Babie Luan 中国百科全书（4）巴别乱 Encyclopedia Sinica IV: Babel Babble, Science Fiction World, August 2015.
- Tick-Tock 滴答 (cuento corto bilingüe en inglés y mandarín), Winner of SFComet 13th short story competition, August 2015.
- Zhongguo Baikequanshu: Deng Yun Lai 中国百科全书（5）等云来 Encyclopedia Sinica V: Waiting for Clouds, Science Fiction World, September 2015. Xinli Youxi 心理游戏 Mind Games, el conocimiento es Poder  知识就是力量, September 2015.
- Xiri Guang 昔日光 Yesterday's Brilliance, Guangming Daily, October 30, 2015, page 14.